# سیدربرگ (ویسکانسین)
سیدربرگ، ویسکانسین  (به انگلیسی: Cedarburg) شهری در شهرستان اوزاکی ایالت ویسکانسین است که در سال ۱۸۸۵ بنیان‌گذاری شده‌است. این شهر طبق سرشماری سال ۲۰۱۰ میلادی ۱۱٬۴۱۲ نفر جمعیت داشته‌است.